# Monogrammist AD
Der Monogrammist AD (* um 1500, tätig bis nach 1540) war ein deutscher Bildschnitzer.

## Leben und Werk
Der Monogrammist AD hat in der Werkstatt des Monogrammisten IP in Passau gelernt bzw. war er einige Zeit ein Werkstattmitglied.
Für seine Werke benutzte der Monogrammist AD Druckgrafiken von Lucas Cranach d. Ä. und Albrecht Dürer. Auch war er mit Zeichnungen des Malers Wolf Huber aus Passau vertraut.
Für den Monogrammisten AD steht die Wiedergabe der Beziehung der Personen zueinander im Vordergrund. Hierbei steht er dem Kompositionsschema des Monogrammisten IP sehr nahe und ist wie dieser dem Stil der Renaissance verpflichtet.

## Werke
Mit AD signierte Werke
- Parisurteil: Relief, Buchsbaumholz, 153(6)?, 18,6 × 14,2 cm (Florenz, Palazzo Pitti, Museo degli Argenti Inv.-Nr. Barghello u. 8 (129)
- Sündenfall: Relief, Buchs- oder Birnbaumholz, 11,6 × 8,4 cm (London, Wallace Collection Inv.-Nr. S 291)

Zugeschriebenes Werk
- Sündenfall: Relief, unbekannter Aufenthaltsort.[1]